# Abrostola urticae
Abrostola urticae är en fjärilsart som beskrevs av Jacob Hübner 1818. Abrostola urticae ingår i släktet Abrostola och familjen nattflyn. Inga underarter finns listade i Catalogue of Life.